# 하늘을 나는 펭귄
하늘을 나는 펭귄은 2008년 BBC가 기획으로 제작한 아델리펭귄이 등장하는 예고편이다. 찰스 다윈의 진화론을 인용하여, 설득력 있게 선전되었다. 영상의 대부분은 남극 대륙의 킹조지섬을 배경으로 하였다. 데일리 텔레그래프는 이 영상이 "즉석 명작이다. BBC의 특수한 지위가 이러한 유형의 성공적인 결과물을 만들어냈다"고 논평하였다. BBC의 웹사이트는 여전히 비행에 익숙하지 않은 작은 새들이 어떻게 바다에 오래 머무를 수 있었는지 설명하기 위해 "하늘을 나는 펭귄"의 후속 다큐멘터리를 방영할 것이라고 게시하였다.
사실 이 영상은 BBC iPlayer를 선전하기 위한 광고물이자, 만우절 농담으로써 제작되었다.
MSN은 BBC가 제작한 "하늘을 나는 펭귄"을 이번 10년간의 주요 만우절 농담 12개 중 하나로 뽑았다.

## 영상
이 영상은 남극 대륙에 사는 아델리펭귄이 등장하여, 길고 극도로 추운 남극의 겨울이 일부 아델리펭귄에게 다시 하늘을 나는 능력을 가지게 진화하도록 했다는 내레이션과 함께 마지막에는 수천 마일 너머의 남아메리카의 열대우림으로 착륙하는 장면을 보여준다. 이 영화의 내러티브는 모험가들이 날아다니는 펭귄을 그동안 보지 못한 이유를 남아메리카의 빽빽한 정글과 남쪽 바다의 거대함 때문이라고 주장한다. 마지막으로 펭귄이 열대우림의 임관층에 착륙하는 것으로 끝난다.
이 영상의 내레이터를 맡은 사람은 사실 몬티 파이선의 멤버인 테리 존스이다. 영상에서 아래와 같은 내레이션을 맡았다 :
We'd been watching the penguins and filming them for days, without a hint of what was to come. But then the weather took a turn for the worse. It was quite amazing. Rather than getting together in a huddle to protect themselves from the cold, they did something quite unexpected, that no other penguins can do.

## 홍보
2008년 4월 1일, 서로 경쟁 관계에 있는 "데일리 텔레그래프"와 "데일리 미러"는 모두 예고 기사를 내었다. "데일리 미러"지는 1면에, "데일리 텔레그래프"는 그 날의 주요 기사로 실었다. "데일리 텔레그래프"지는 BBC가 "진화의 기적"이라는 새로운 자연사 시리즈를 런칭하며 그 일부로써 "펭귄이 나는 인상적인 장면"을 포착하였다고 보도하였다.
"가디언"의 뉴스 편집자인 크리스 트라이혼은 두 경쟁지들이 동일한 발견을 중요한 기사로 보도한 점이 "생각을 위해 멈출만 했다." 고 인정했다. 그는 출간일과 몬티 파이선의 테리 존스가 영상에 출현하여 앨리드 로야스 교수(Prof Alid Loyas)라 불리는 점들을 맞추어서 교수의 이름이 만우절(April Fools Day)의 애너그램이라는 사실을 알아냈다.
"데일러 미러"는 BBC One에서 해당 다큐멘터리 시리즈가 방영하기를 기다리는 독자들에게 설명 기사를 올렸다.
이 예고편은 여전이 BBC 웹사이트에 게시되어 있지만, 영국 IP로 접속한 BBC iPlayer 사용자에게만 제공된다. 유튜브에서 동일한 예고편을 공식 채널에서 볼 수 있다.

## 제작 과정
이 농담 영상은 다양한 기술과 장면을 합쳐서 만들어졌다. BBC 제작팀은 실제 BBC가 남극에서 촬영한 아델리 펭귄들의 장면을 바탕에 사용했다. 가공의 펭귄은 비슷한 바다쇠오리들의 비행 패턴을 이용하여 합성되었다.
테리 존스는 스튜디오에서 극지용 파카를 입고 가짜 눈을 배경으로 촬영했다. 후에 이 장면을 위의 장면과 합성하여 최종적으로 하늘을 나는 펭귄 영상이 제작되었다.